# سده تحقیر

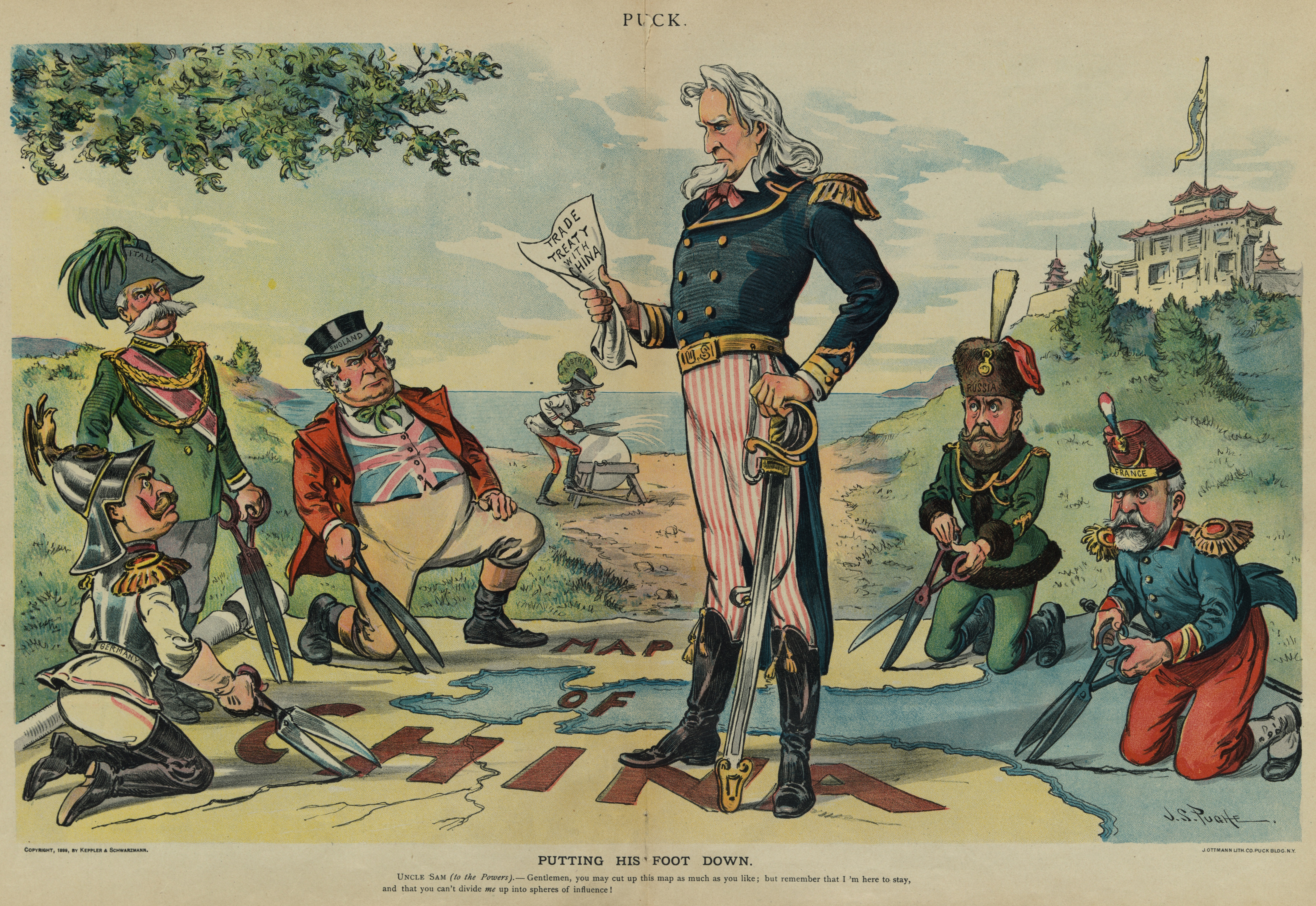
قدرت‌های اصلی جهان در حال طرح‌ریزی به منظور تقسیم چین برای خود. آلمان، ایتالیا، پادشاهی متحد بریتانیا، اتریش، ایالات متحده آمریکا، روسیه و فرانسه در این نقاشی به ترتیب توسط ویلهلم دوم، اومبرتوی یکم، جان بول، فرانتس یوزف یکم (در پشت)، عمو سام، نیکولای دوم و امیل لوبه نشان داده شده‌اند. نقاشی توسط جی.اس. پوگ در ۲۳ اوت ۱۸۹۹ کشیده شده است.

اصطلاح «سده تحقیر» برای توصیف دوره‌ای در تاریخ چین به کار می‌رود که از جنگ نخست تریاک (۱۸۳۹–۱۸۴۲) شروع شد و در سال ۱۹۴۵ با تأسیس چین به عنوان یک قدرت بزرگ و عضو دائم شورای امنیت سازمان ملل متحد یا تأسیس جمهوری خلق چین در سال ۱۹۴۹ پایان یافت. وجه بارز این دوره، مداخله و انقیاد سلسله چینگ و حکومت جمهوری چین توسط قدرت‌های غربی و روسیه و امپراتوری ژاپن است. حقارت‌آمیز خواندن این دوره همزمان با رشد فضای ملی‌گرایی چینی در سایهٔ مخالفت با خواسته‌های ۲۱گانه دولت ژاپن در سال ۱۹۱۵ آغاز شد و با مخالفت‌های عمومی علیه نوع رفتار چین در پیمان ورسای در سال ۱۹۱۹ قوت گرفت. جبههٔ ملی (کومینتانگ) و حزب کمونیست چین در دههٔ ۱۹۲۰ میلادی با مخالفت گسترده علیه پیمان‌های ناعادلانه و از دست رفتن سرزمین‌های چینی، به عمومی‌تر شدن این اصطلاح کمک کردند. در دهه‌های ۱۹۳۰ و ۱۹۴۰ استفاده از این اصطلاح شیوع بیشتری یافت. هر چند بعدها مفاد آن معاهدات رسماً پایان یافتند اما شاخصه‌های این قرن همچنان محور ملی‌گرایی چینی است و این اصطلاح به‌طور گسترده در ادبیات سیاسی و فرهنگ عامه استفاده می‌شود.